# Marguerite II
Pour la reine de Danemark, voir Margrethe II.
Marguerite II est une religieuse cistercienne qui fut la 7e abbesse de l'abbaye de la Cambre.